# Paradise Indústria Aeronáutica
A Paradise, cuja razão social é Paradise Indústria Aeronáutica Ltda., é uma empresa brasileira fabricante de aviões ultraleves para uso comercial. Está sediada na cidade de Feira de Santana, na Bahia. Fabrica os modelos Paradise P-1, P-2S e P-4 para o mercado interno brasileiro, como também exporta para os Estados Unidos, Austrália e África do Sul.